# 麻衣太子
麻衣太子（?—?），新羅第56代君主敬顺王和竹房夫人的儿子，名不详。
935年（敬顺王九年、高丽太祖十八年、唐末帝清泰二年）十月，新罗敬顺王以四方地盡為他有，國弱勢孤，不能自安。于是和属下商议舉土归顺高丽太祖。群臣議论，有的以爲可以，有的以爲不可以。王太子说：“國之存亡，必有天命。只當與忠臣義士，收合民心，力盡而後已。豈可以一千年之社稷，一旦輕易给他人？”敬顺王回答：“孤危若此，勢不能全。既不能強，又不能弱。至使無辜之民，肝腦塗地，吾所不能忍也。”于是派侍郎金封休带着降書向高丽請降。王子哭泣辭别敬顺王。到达皆骨山，倚靠巖石作爲房屋，麻衣草食，以終其身。所以后世称之为麻衣太子。十一月，高丽太祖将敬顺王迎接到高丽首都开城，新罗灭亡。朝鲜日据时期作家李光洙在1930年发表小说《麻衣太子》。同时近代很多庆州金氏的族谱把麻衣太子定名为金镒，而且把祖源上溯到他。